# Karnataka Janata Paksha
Die Karnataka Janata Paksha (KJP) (Kannada: ಕರ್ನಾಟಕ ಜನತಾ ಪಕ್ಷ; auch Karnataka Janatha Paksha; „Volkspartei Karnatakas“) ist eine ehemalige Regionalpartei aus dem indischen Bundesstaat Karnataka. Sie wurde seit Dezember 2012 vom ehemaligen BJP-Politiker und Chief Minister (Regierungschef) Karnatakas B. S. Yeddyurappa angeführt und war seit Mai 2013 im Parlament des Bundesstaates vertreten. Im Januar 2014 vereinigte die KJP sich wieder mit der BJP.

## Geschichte
Die KJP wurde im April 2011 von Padmanabha Prasanna Kumar gegründet, hatte aber praktisch keine politische Bedeutung, ehe sie von B. S. Yeddyurappa übernommen wurde. Yeddyurappa war über lange Jahre der führende Politiker der hindunationalistischen BJP-Partei in Karnataka. Unter seiner Führung gelang es der Partei bei den Wahlen 2004 erstmals die stärkste Partei zu werden. In einer Phase politischer Wirren wurde Yeddyurappa im November 2007 kurzzeitig zum Chief Minister gewählt. Im Mai 2008 folgten Neuwahlen, bei denen die BJP die absolute Mehrheit errang und unter der Führung Yeddyurappas die Regierung bildete. Damit führte Yeddyurappa die erste BJP-Regierung in einem südindischen Bundesstaat. Im Oktober 2011 musste Yeddyurappa aber wegen eines Korruptionsskandals zurücktreten. Nachdem er im Mai 2012 von den Korruptionsvorwürfen freigesprochen worden war, schickte sich Yeddyurappa an, in das Amt des Regierungschefs zurückzukehren. Daraufhin entbrannte ein parteiinterner Machtkampf, der schließlich dazu führte, dass Yeddyurappa die Partei verließ.
Nachdem er die BJP verlassen hatte, wandte sich B. S. Yeddyurappa der KJP, die er zu einem Vehikel seines politischen Comebacks machte. Am 9. Dezember 2012 wurde Yeddyurappa bei einem Parteitag in Haveri zum Vorsitzenden der KJP gewählt. Die Partei hatte sich nun gänzlich dem Machtanspruch Yeddyurappas zu unterwerfen. Der Parteigründer Padmanabha Prasanna Kumar versuchte sich dem im Januar 2012 zu widersetzen, indem er behauptete, der Parteivorstand habe Yeddyurappa aus der KJP ausgeschlossen und ihn, Kumar, zum Parteivorsitzenden gewählt. Daraufhin wurde Kumar selbst aus der KJP ausgeschlossen. Dagegen versuchte Yeddyurappa, ihm loyale BJP-Politiker um sich zu scharen. Bis April 2013 wechselten 16 BJP-Abgeordnete in die KJP.
Im Mai 2013 trat die KJP bei der Wahl zum Parlament Karnatakas an. Im Vorfeld der Wahl hatte die Partei gehofft, zur Abwahl der BJP-Regierung beizutragen und sich als Mehrheitsbeschafferin bei der Regierungsbildung unabdingbar zu machen. Als Ergebnis der Wahl errang aber die bis dahin oppositionelle Kongresspartei die absolute Mehrheit, sodass der KJP die Rolle als Königsmacherin verwehrt wurde. Die KJP erreichte einen Stimmenanteil von fast 9,8 Prozent, konnte aber wegen des herrschenden Mehrheitswahlrechts nur sechs von 224 Wahlkreisen für sich entscheiden und blieb somit hinter ihren eigenen Erwartungen zurück. In 36 Wahlkreisen kam die KJP aber an zweiter Stelle, wodurch sie der BJP entscheidende Stimmenverluste zufügte.
Schon bald nach der Wahl näherte sich die KJP unter Yeddyurappas Führung wieder der BJP an. Im September 2013 kündigte Yeddyurappa an, dass die KJP bei den gesamtindischen Parlamentswahlen 2014 die BJP-geführte National Democratic Alliance unterstützen würde. Im Januar 2014 verkündete Yeddyurappa schließlich die Vereinigung der KJP mit der BJP. Vier von sechs Parlamentsabgeordneten der KJP schlossen sich der BJP an, während zwei sich der Vereinigung widersetzten.

## Programm
Die KJP ist eine Führerpartei, die stark auf die Popularität ihres Vorsitzenden B. S. Yeddyurappa setzt. So wird etwa die Parteiflagge vom Konterfei Yeddyurappas geziert. In der stark von Kastenloyalitäten geprägten Politik Karnatakas bemüht die KJP sich vor allem um die Stimmen der Lingayat, einer zahlenmäßig starken und politisch einflussreichen Kaste, der auch Yeddyurappa angehört. Alle sechs Wahlkreise, die die KJP bei der Parlamentswahl 2013 gewann, liegen im Lingayat-dominierten Nordkarnataka.
Nach seinem Wechsel zur KJP sagte sich B. S. Yeddyurappa von der hindunationalistischen Ideologie der BJP los. Auf dem Parteitag, bei dem er die Führung der Partei übernahm, erklärte er, die KJP bekenne sich zum Säkularismus. Den Hintergrund der Bühne zierten demonstrativ ein Hindutempel, eine Kirche und eine Moschee. Außerdem positionierte er die KJP als Regionalpartei und erklärte, überregionale Parteien könnten die Interessen Karnatakas gegenüber der Zentralregierung nicht angemessen vertreten.
Die Farben der KJP sind Gelb, Weiß und Grün, das Parteisymbol ist eine Kokosnuss.